# Me contro Te - Il film: Persi nel tempo
Me contro Te - Il film: Persi nel tempo è un film italiano del 2022 diretto da Gianluca Leuzzi.

## Trama
In seguito alla rottura accidentale della clessidra magica i protagonisti vengono trasportati in un viaggio temporale: Luì e il Signor S si ritroveranno nel futuro dove ad attenderli sono i robot, mentre Sofì e Perfidia torneranno nell'antico Egitto dove dovranno dare del filo da torcere alla terribile e infida strega Viperiana - una ex sacerdotessa - e il suo scagnozzo Serpe. Soltanto l'unione e la complicità delle due coppie, superando vecchi dissidi, consentirà ai quattro di cavarsela. Ruolo cruciale è anche quello dell'amico Pongo, il quale facendosi coraggio, presa coscienza delle proprie abilità, riesce con un pizzico di fortuna a riparare la clessidra magica salvando in tal modo i quattro protagonisti riportandoli nel presente.

## Promozione
Il trailer del film viene diffuso per la prima volta il 20 novembre 2021.

## Distribuzione
Il film, distribuito da Warner Bros. Pictures, è uscito nelle sale cinematografiche italiane il 1º gennaio 2022. Ha incassato 3,4 milioni di euro.

## Sequel
Il 6 novembre 2022 il duo annuncia l'uscita nelle sale del quarto film, Me contro Te - Il film: Missione giungla, pubblicando il teaser sul loro canale YouTube. Il sequel, distribuito da Warner Bros. Entertainment Italia, è uscito nelle sale Italiane il 19 gennaio 2023.